# Phrae (tỉnh)
Phrae (tiếng Thái: แพร่, phiên âm: Bơ-le) là một tỉnh miền Bắc của Thái Lan nằm trong thung lũng sông Yom. Nơi này từng có sự hiện diện của vương quốc Haripunchai của người Mon. Từ năm 1443, vùng này thuộc vương quốc Lannathai.

## Đơn vị hành chính
Tỉnh Phrae gồm 8 huyện (amphoe). Các huyện này lại chia làm 78 xã (tambon) và 645 thôn bản (muban).
| 1. Thị xã Phrae 2. Rong Kwang 3. Long 4. Sung Men 5. Den Chai | 1. Song 2. Wang Chin 3. Nong Muang Khai |

Phrae có một số điểm tham quan du lịch hấp dẫn, đó là những ngôi chùa và làng nghề truyền thống. Ở đây còn có công viên quốc gia Mae Yom.